# Ōkubo-ji

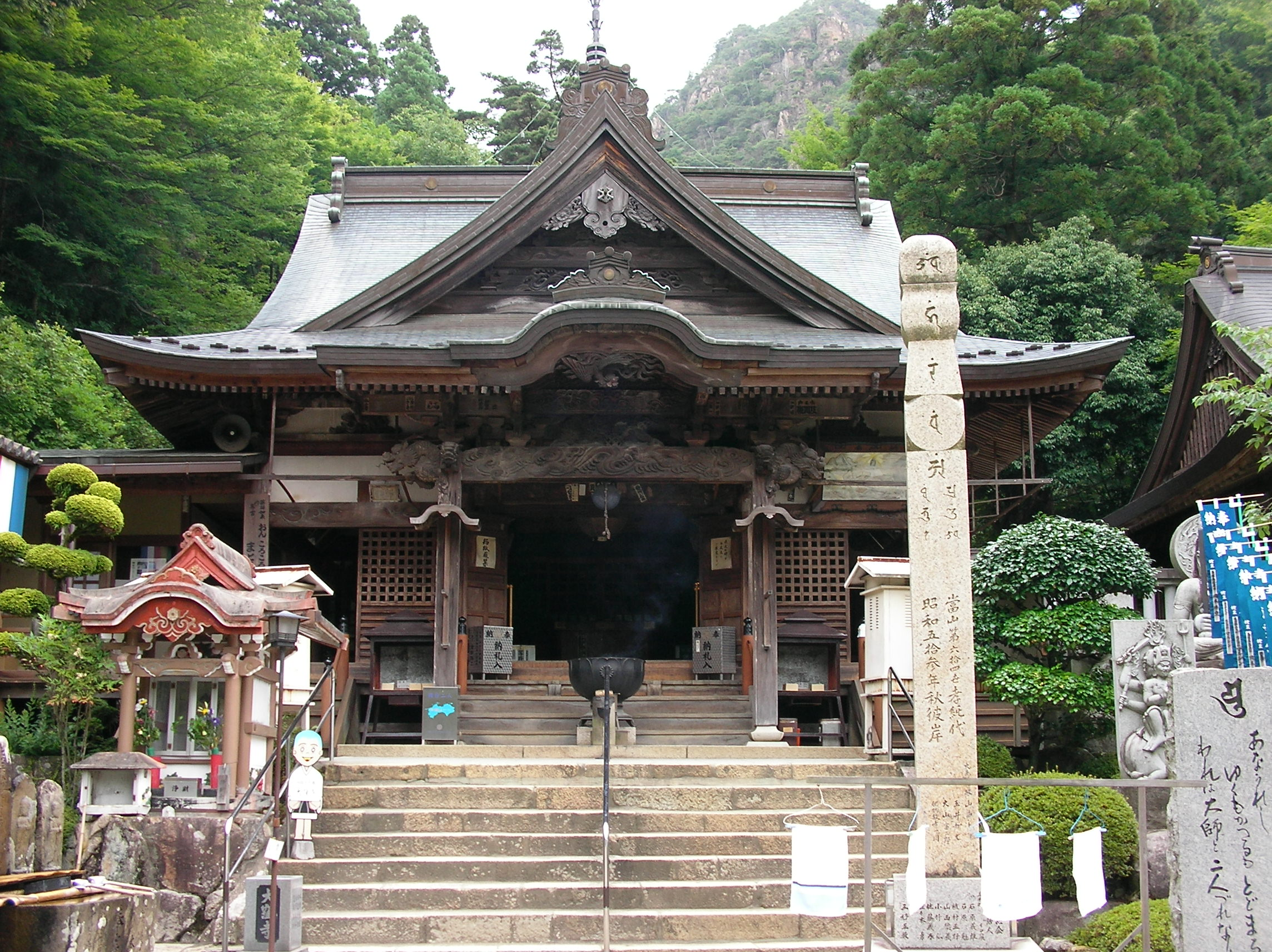
Ōkubo-ji, Okudono

Der Ōkubo-ji (japanisch 大窪寺) mit den Go Iōzan (医王山) und Henjōin (遍照光院) ist ein Tempel der Shingon-Richtung des Buddhismus in den Bergen am Südrand der Stadt Sanuki in der Präfektur Kagawa. Er ist der 88. Tempel des Shikoku-Pilgerwegs und wird als letzter in der traditionellen Abfolge auch „Kechigan no tera“ (結願の寺), etwa „Schlussendlich mit Bitten besuchter Tempel“, genannt.

## Geschichte
Der ursprüngliche Temple Okubō-ji lag 1 Kilometer nördlich in den Bergen, wo er möglicherweise in der Kamakura-Zeit erbaut wurde, wenn auch die Tempel-Überlieferung seine Gründung dem Priester Kūkai im 8. Jahrhundert zuschreibt. Auch wann er auf den gegenwärtigen Ort versetzt wurde, ist nicht bekannt. Im Jahr 1347 kam er mit seinen Ländereien jedenfalls zum Sambō-in des Daigo-ji. Vermutlich wurde der Tempel zu Beginn der Muromachi-Zeit  unter dem Einfluss des Sambō-in zu einem Bergtempel umgebaut. So liegt er am Südhang des 774 m hohen Nyōtaisan (女体山), der auch „Ishida nyōtai“ (石田女体) genannt wird, und bildete mit seinen zahlreichen Gebäuden eine ganze Tempelstadt. Die Größe der Anlage lässt sich heute nur ungefähr bestimmen: es sind zwar viele Tonischeren ausgegraben worden, die sich aber zeitlich kaum einordnen lassen.
Im Jahr 1574 wurde Miyoshi Nagaharu (三好長治; 1553–1577) bei seinem Angriff auf die Provinz Sanuki zurückgeschlagen, wobei der Tempel in Flammen aufging. Der Tempel, an der Grenze zwischen den Provinzen Sanuki und Awa gelegen, geriet auch später in die andauernden Auseinandersetzungen.
Heute wird jährlich zum Setsubun (節分), also zum Frühlingsanfang, und am 20. August auf dem Gelände die Ōgoma-eyō (大護摩会場), auch Otaki-age (お焚き上げ) genannte Zeremonie veranstaltet. Dabei wird ein rituelles Feuer „Goma“ abgebrannt.

## Die Anlage
Der innere Tempelbereich liegt am Ende einer etwa 100 m langen Treppe, wobei man unten das neuzeitliche Tempeltor (仁王門, Niō-mon) passiert. Oben gehören zu den Gebetsstätten des Tempels das Chūden (中殿) und das Okudono (奥殿). In dem Okudono wird Yakushi Nyorai  und eine Schatzpagode (多宝塔, Tahōtō) verehrt. Auf dem Platz daneben steht die mit Ringen behangene Säule, das Hōjōdō (宝杖堂), ursprünglich der Wanderstab der Mönche, Shakujō (錫杖). Davor brennt eine ewige die Ewige Flamme zur Erinnerung an die Atombombenabwürfe auf Hiroshima und Nagasaki 1945.
Weiter gibt es oberhalb einer Treppe die Taishidō (大師堂), das Gebetshaus, in dem der Tempelgründer Kūkai verehrt wird.

## Bilder

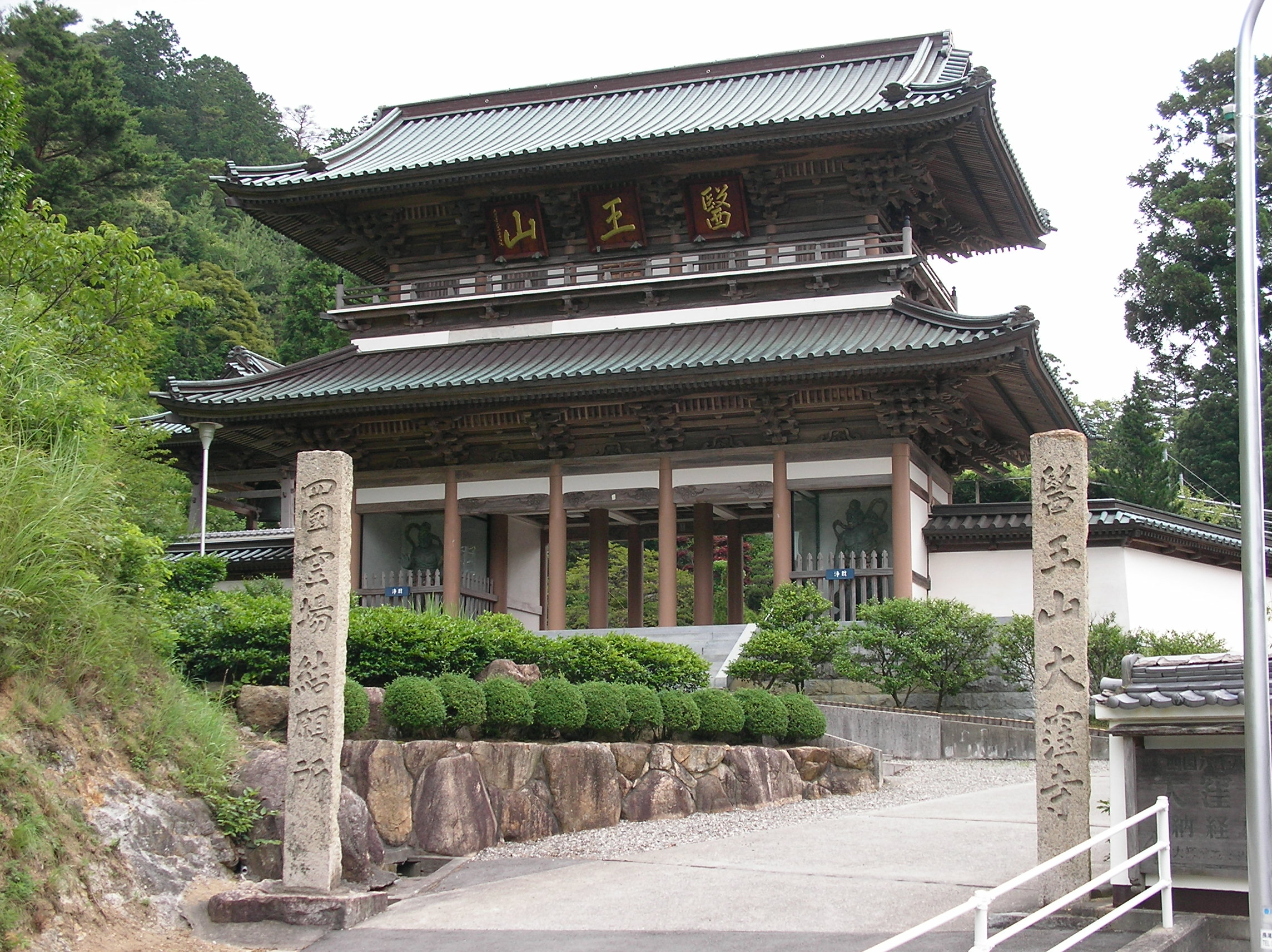
Niō-Tor
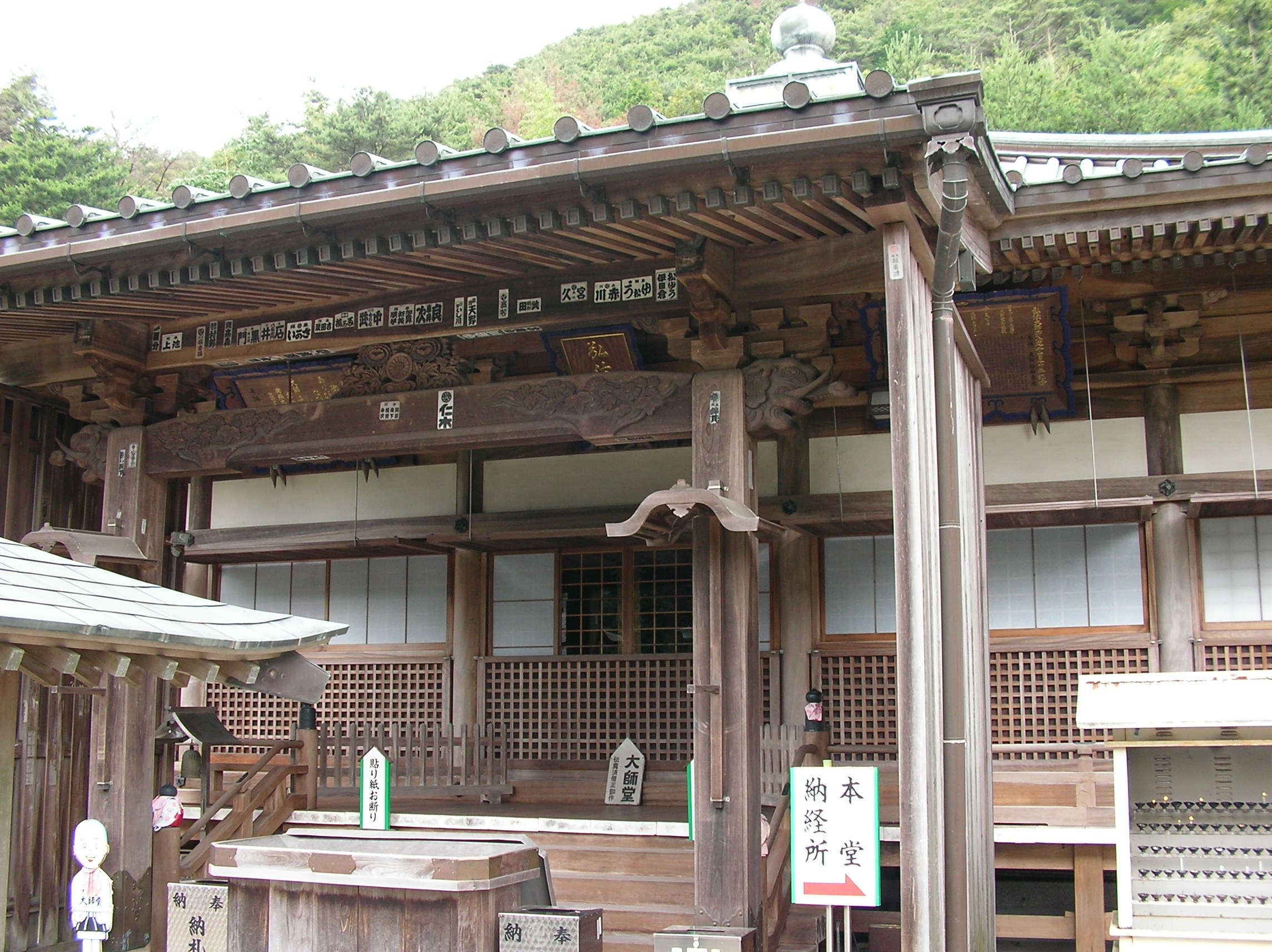
Daishidō
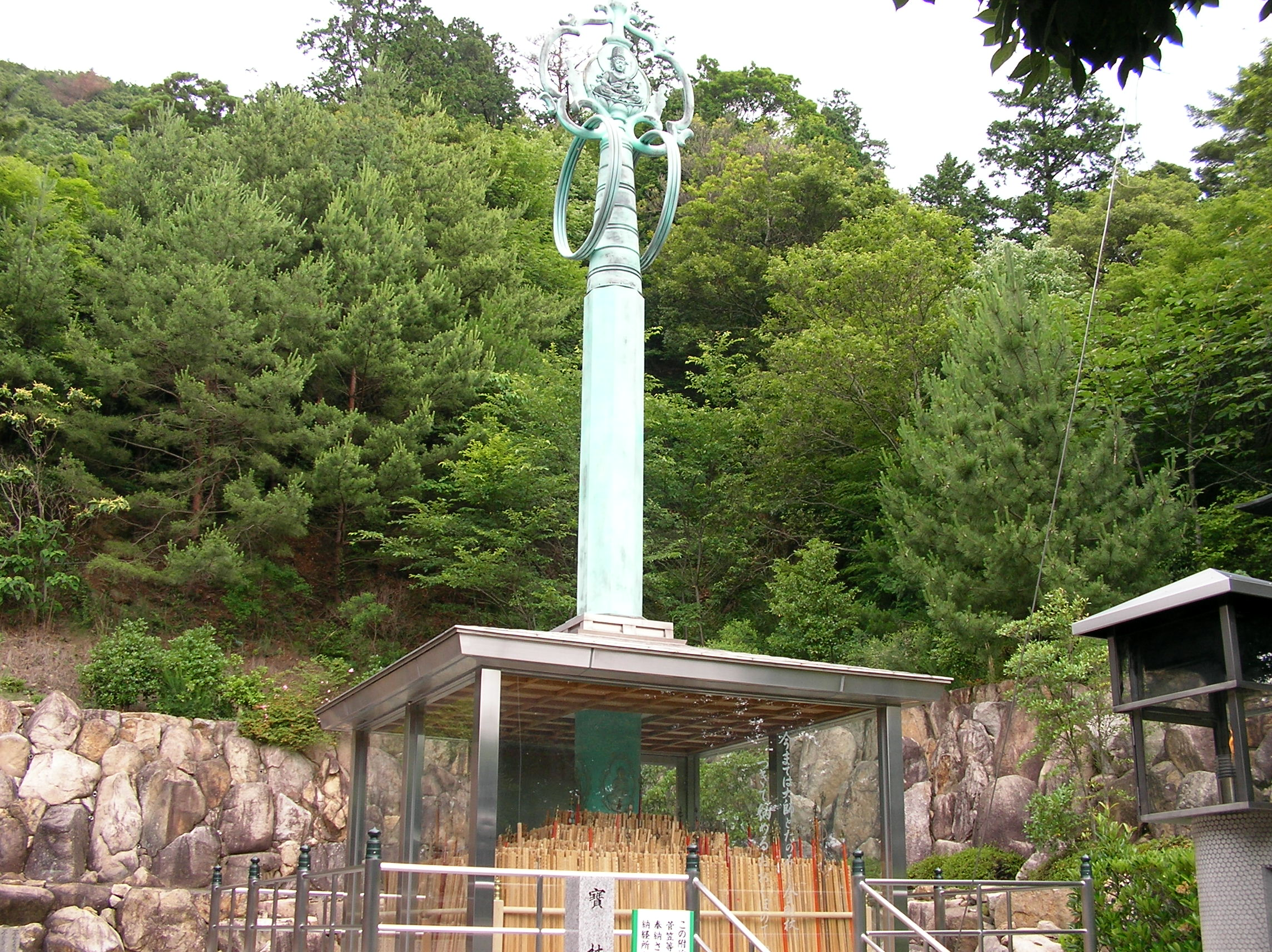
Hōjōdō
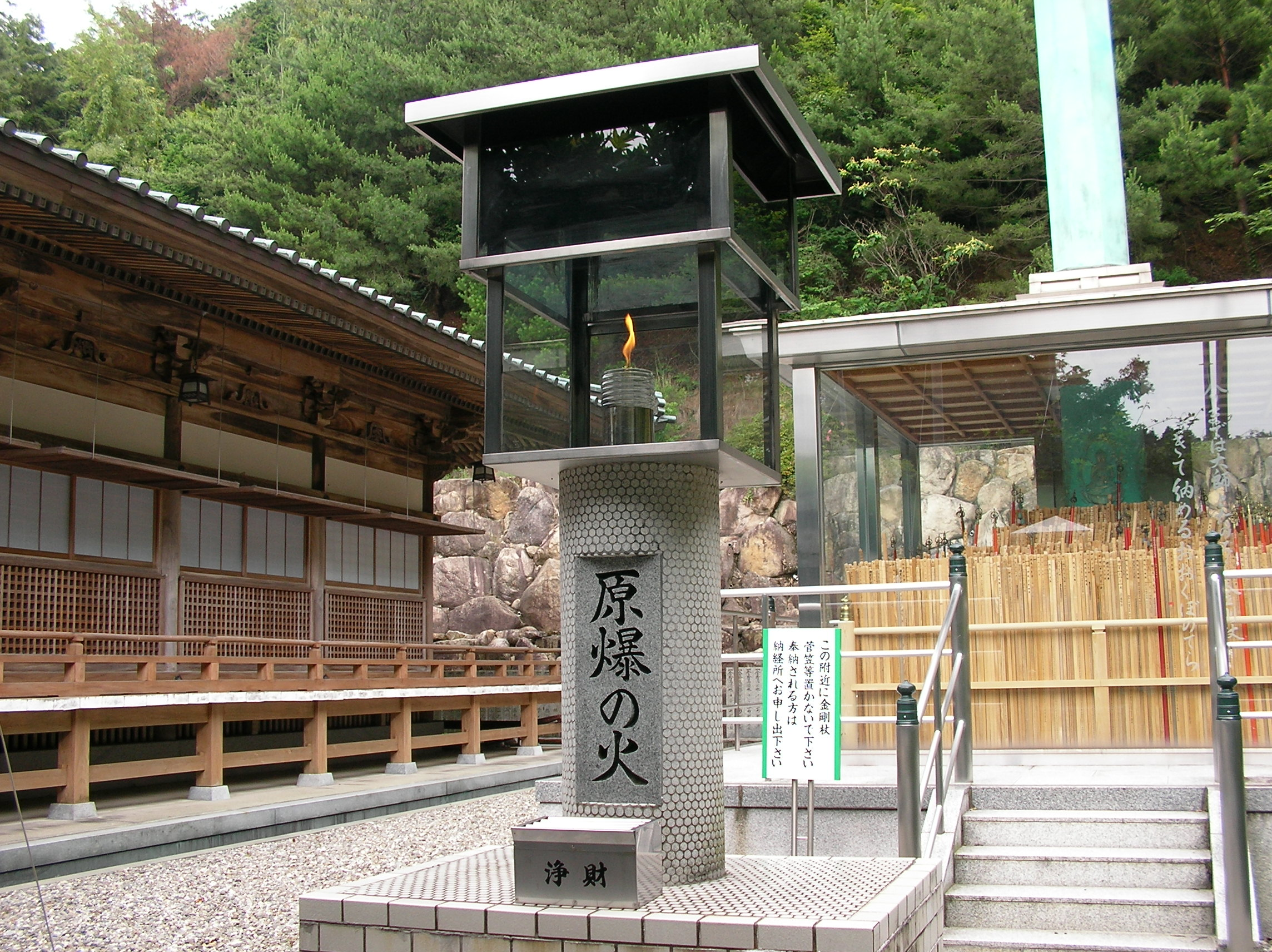
Ewige Flamme
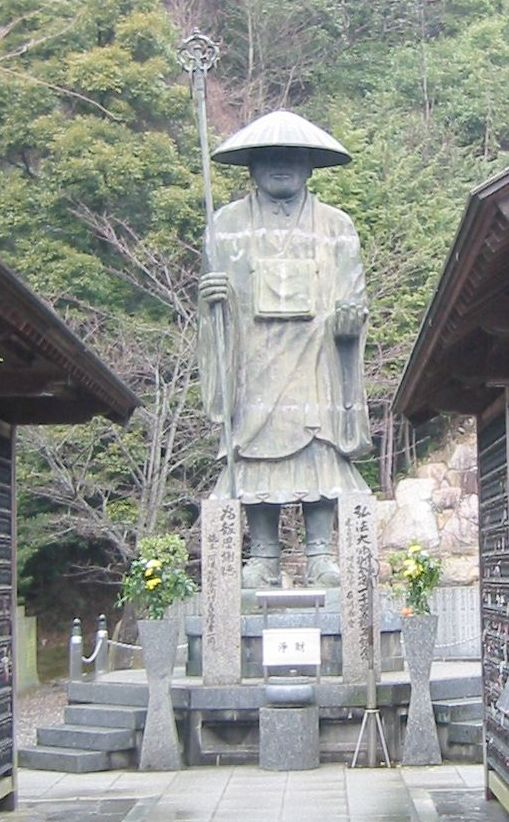
Kūkai
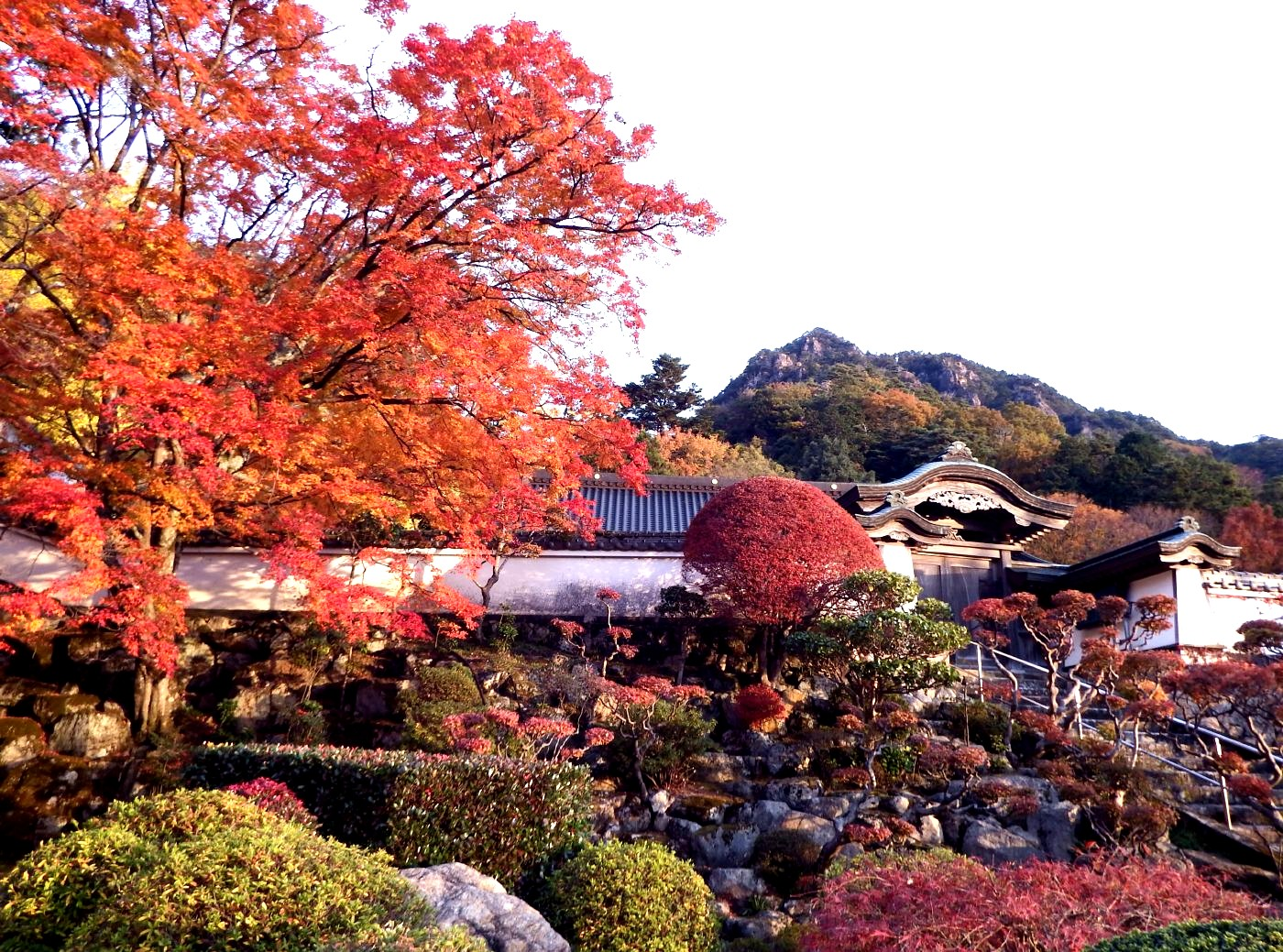
Abtquartier und Nyōtaisan
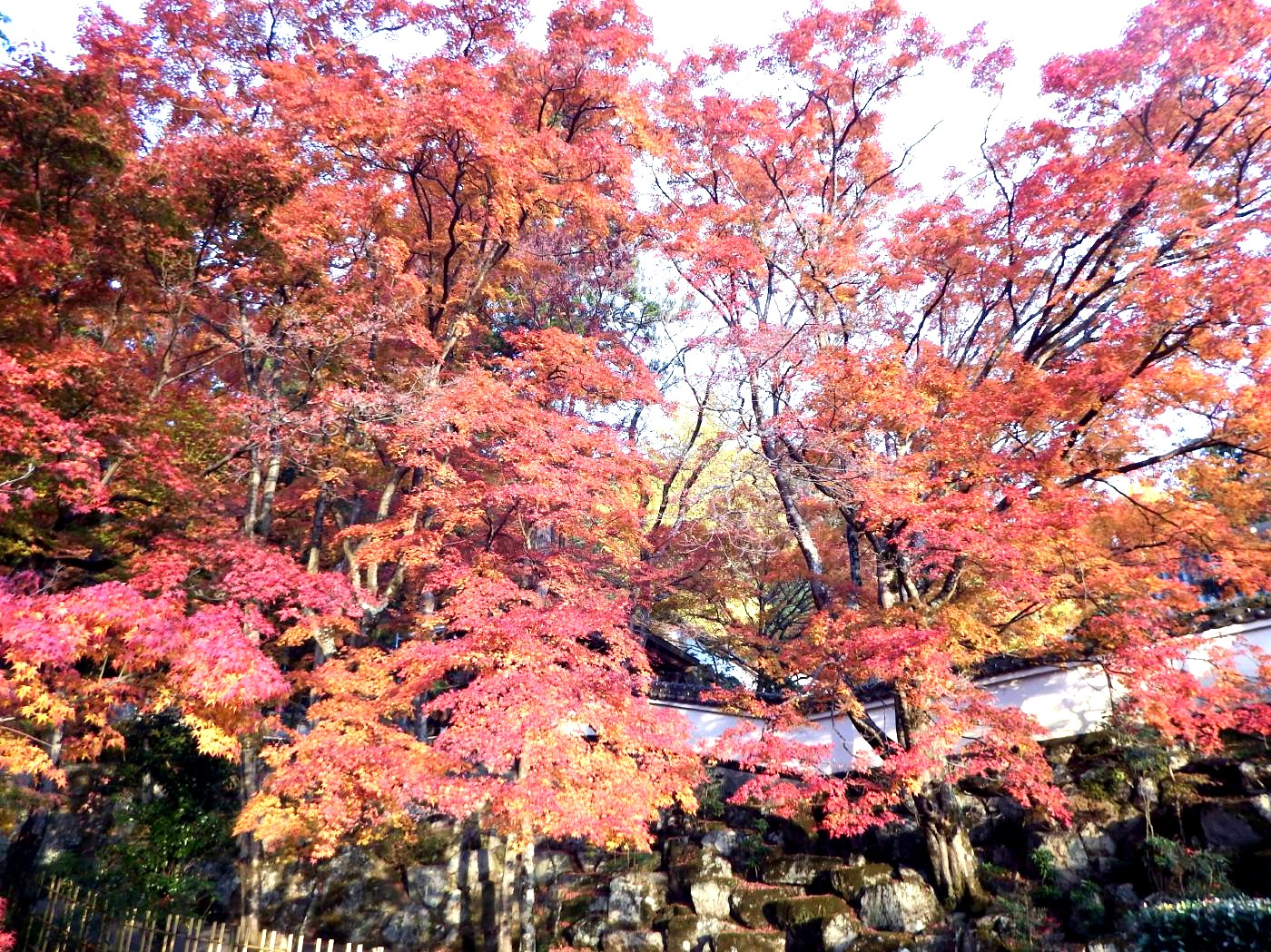
Herbstlaub im Tempelbezirk